# Marcelino (Zeichentrickserie)
Marcelino (Originaltitel: Marcelino, pan y vino) ist eine spanische Zeichentrickserie über einen Waisenjungen, der in einem Kloster aufwächst. In Deutschland fand die Ausstrahlung auf KiKA statt. Die Serie basiert auf dem von Josè Maria Sanchez-Silva veröffentlichten Buch, das bereits 1955 unter dem Titel Das Geheimnis des Marcellino verfilmt wurde.

## Handlung
Der kleine Waisenjunge Marcelino wächst in einem Kloster auf, wo er von Mönchen erzogen wird. Dabei weiß er nicht, wer er eigentlich ist und wundert sich, wie er in die Obhut der Mönche gekommen ist. Später lernt er das Zigeunermädchen Candela kennen und trifft sich mit ihr. Sie weiß einiges über Marcelino und erzählt ihm, dass er als Baby vor dem Kloster abgelegt wurde. Dort wollte eigentlich ein Wildschwein sich an Marcelino vergreifen, er wurde jedoch rechtzeitig von Klosterhund Leo gerettet und geriet so an die Mönche. Trotzdem will er wissen, wer seine Mutter ist.

## Produktion und Ausstrahlung
Die Handlung der Serie basiert auf dem von Josè Maria Sanchez-Silva veröffentlichten Buch.
Die Serie wurde für den spanischen Fernsehsender TF1 von 2000 bis 2004 produziert und das erste Mal am 29. August 2001 ausgestrahlt. Die deutsche Erstausstrahlung fand am 1. Juli 2002 auf KIKA statt. Produziert wurden zwei Staffeln mit 52 Episoden. Das deutsche Titellied sang Eva Thärichen. Regie führten Xavier Picard und Santiago Moro. Am Drehbuch waren Jaime de Arminan, Gregorio Muro, Xavier Picard, Josè Maria Sanchez-Silva, Philippe Tierney, Peter Berts, Marie-Pierre Losfeld und Pascal Meunier beteiligt.
Am 24. Dezember 2003 wurde außerdem erstmals der 75-minutige Film Ein ganz besonderer Tag im KIKA ausgestrahlt. Später wurde die Serie auch auf ORF eins und TV5 Monde ausgestrahlt.

## Episodenliste

### Staffel 1
| Nr. | Originaltitel                | Deutscher Titel                 | Erstausstrahlung   | Deutsche Erstausstrahlung |
| 1.  | Le foyer                     | Ein Junge namens Brot und Wein  | 29. August 2001    | 1. Juli 2002              |
| 2.  | Le petit déjeuner du Duc     | Tata in Not                     | 19. September 2001 | 2. Juli 2002              |
| 3.  | La mouche africaine          | Die Fliege aus Afrika           | 5. September 2001  | 3. Juli 2002              |
| 4.  | Le roi de la forêt           | Der König des Waldes            | 26. September 2001 | 4. Juli 2002              |
| 5.  | La poule aux œufs d’or       | Das Huhn, das goldene Eier legt | 3. Oktober 2001    | 5. Juli 2002              |
| 6.  | La petite Duchesse           | Das edle Fräulein               | 10. Oktober 2001   | 8. Juli 2002              |
| 7.  | Un vrai gentleman            | Ein wahrer Edelmann             | 17. Oktober 2001   | 9. Juli 2002              |
| 8.  | La Grande Chasse             | Auf großer Jagd                 | 24. Oktober 2001   | 10. Juli 2002             |
| 9.  | La révolte des animaux       | Rebellion der Tiere             | 31. Oktober 2001   | 11. Juli 2002             |
| 10. | Un jour pas comme les autres | Wieder zu Hause                 | 7. November 2001   | 12. Juli 2002             |
| 11. | L’acrobate                   | Der Zirkusakrobat               | 14. November 2001  | 15. Juli 2002             |
| 12. | Jeudi                        | Der Zauberer                    | 21. November 2001  | 16. Juli 2002             |
| 13. | Tous des enfants             | Zurück in die Kindheit          | 28. November 2001  | 17. Juli 2002             |
| 14. | La montre du magicien        | Die magische Uhr                | 5. Dezember 2001   | 18. Juli 2002             |
| 15. | Casio, le bûcheron           | Die Befreiung der Waldkinder    | 12. Dezember 2001  | 19. Juli 2002             |
| 16. | Le Docteur Matéo             | Abenteuer mit Doktor Mateo      | 19. Dezember 2001  | 22. Juli 2002             |
| 17. | Piège dans la forêt          | Die Falle im Wald               | 10. Februar 2002   | 23. Juli 2002             |
| 18. | La poule Irène               | Das gigantische Huhn            | 11. Februar 2002   | 24. Juli 2002             |
| 19. | Une question de taille       | Das Experiment des Doktor Mateo | 12. Februar 2002   | 25. Juli 2002             |
| 20. | Le ballon                    | Der Heißluftballon              | 14. Februar 2002   | 26. Juli 2002             |
| 21. | Le monde des ténèbres        | Abenteuer in der Unterwelt      | 15. Februar 2002   | 29. Juli 2002             |
| 22. | Mon ami le fantôme           | Mein Freund, der Geist          | 17. Februar 2002   | 30. Juli 2002             |
| 23. | La mer                       | Auf hoher See                   | 18. Februar 2002   | 31. Juli 2002             |
| 24. | L’île déserte                | Die Insel der Indianer          | 14. Januar 2002    | 1. August 2002            |
| 25. | L’enfant des mille lunes     | Der Junge der tausend Monde     | 15. Januar 2002    | 2. August 2002            |
| 26. | Une journée très spéciale    | Ein ganz besonderer Tag         | 17. Januar 2002    | 5. August 2002            |

### Staffel 2
| Nr. | Deutscher Titel            | Deutsche Erstausstrahlung |
| 27. | Marcelinos Rückkehr        | 3. Oktober 2006           |
| 28. | Der Fluch                  | 4. Oktober 2006           |
| 29. | Der schreckliche Neffe     | 5. Oktober 2006           |
| 30. | Der Zauberhonig            | 6. Oktober 2006           |
| 31. | Ein harter Tag             | 9. Oktober 2006           |
| 32. | Das Buch der ewigen Jugend | 10. Oktober 2006          |
| 33. | Der erste Schultag         | 11. Oktober 2006          |
| 34. | Wer ist der Dieb?          | 12. Oktober 2006          |
| 35. | Jagdfieber                 | 13. Oktober 2006          |
| 36. | Ein freudiges Ereignis     | 16. Oktober 2006          |
| 37. | Die Nacht des Meteoriten   | 17. Oktober 2006          |
| 38. | Der tollwütige Hund        | 18. Oktober 2006          |
| 39. | Die Schatzsuche            | 19. Oktober 2006          |
| 40. | Das ersehnte Fahrrad       | 20. Oktober 2006          |
| 41. | Die große Flut             | 23. Oktober 2006          |
| 42. | Wilde Tiere                | 24. Oktober 2006          |
| 43. | Der Verräter               | 25. Oktober 2006          |
| 44. | Das geheimnisvolle Tuch    | 26. Oktober 2006          |
| 45. | Der Stierkampf             | 27. Oktober 2006          |
| 46. | Die Osterüberraschung      | 30. Oktober 2006          |
| 47. | Verrückte Spatzen          | 31. Oktober 2006          |
| 48. | Die Meerjungfrau           | 1. November 2006          |
| 49. | Ines, die Gans             | 2. November 2006          |
| 50. | Der Fakir                  | 3. November 2006          |
| 51. | Gefährliche Spiele         | 6. November 2006          |
| 52. | Marcelinos Zirkustiere     | 7. November 2006          |

## Synchronisation
| Rolle              | Deutscher Sprecher                      |
| ------------------ | --------------------------------------- |
| Marcelino          | Joseph Rebling                          |
| Candela            | Cathlen Gawlich                         |
| Abt Bruder Alfonso | Lutz Mackensy                           |
| Bruder Dick        | Roland Hemmo                            |
| Bruder Ding-Dong   | Michael Iwannek                         |
| Bruder Vogel       | Timmo Niesner                           |
| Bruder Sprichwort  | Gerhard Paul, Hasso Zorn (ab Staffel 2) |